# Puchar Świata w Piłce Siatkowej Kobiet 2011

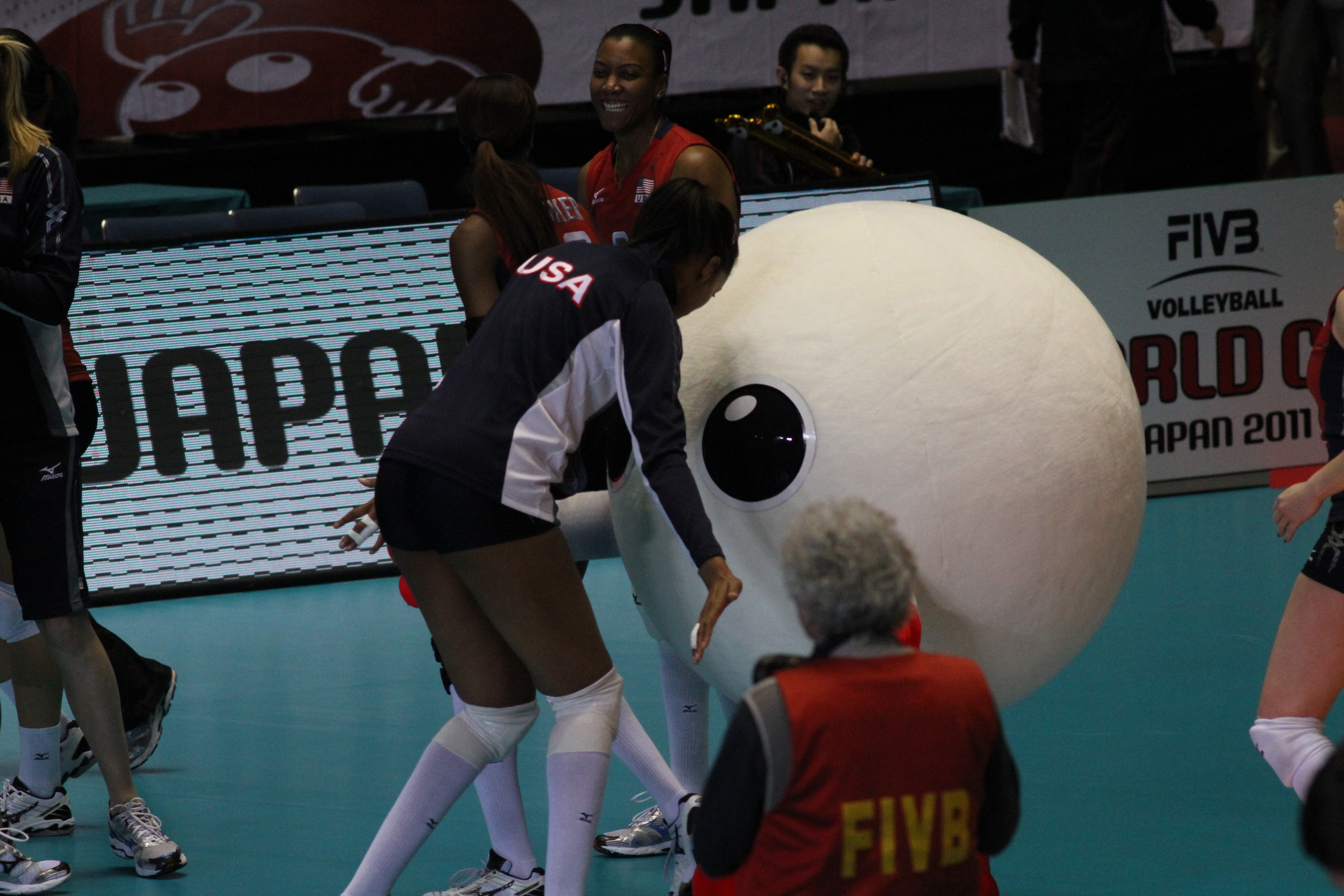
Maskotka Pucharu Świata 2011

Puchar Świata w piłce siatkowej kobiet 2011 był pierwszą kwalifikacją do Igrzysk Olimpijskich w Londynie w 2012 roku. Zawody rozegrane zostały w dniach 4–18 listopada 2011 w Japonii.

## Formuła Pucharu Świata
- W zawodach bierze udział dwanaście zespołów (gospodarz - Japonia plus dziewięć z kwalifikacji oraz dwa zaproszone)
- Pięciu mistrzów kontynentów z 2011.
- Cztery najlepsze drużyny z drugiego miejsca z mistrzostw kontynentalnych z 2011 roku (według rankingu FIVB z 15 stycznia 2011).
- Pozostałe dwa zespoły uzyskają kwalifikację poprzez otrzymanie "dzikiej karty" od FIVB.
- Gospodarz Igrzysk Olimpijskich (w tym roku Wielkiej Brytanii) nie bierze udziału w Pucharze Świata.
- Zespoły rozegrają mecze systemem "każdy z każdym".
- Przy ustalaniu kolejności zespołów w tabeli decydujące będą: punkty i liczba meczów wygranych, współczynnik punktowy (iloraz punktów zdobytych do straconych), współczynnik setowy (iloraz setów zdobytych do straconych).
  - Jeśli Japonia wygra lub zajmie drugie miejsce w Mistrzostwach Azji 2011, które jest premiowane awansem, do turnieju zakwalifikuje się drużyna, która zajmie następne miejsce.
- Kwalifikację olimpijską otrzymają trzy najlepsze zespoły w końcowej tabeli.

## Uczestnicy
| Mistrzostwa                                                                       | Zakwalifikowani              |
| --------------------------------------------------------------------------------- | ---------------------------- |
| Gospodarz                                                                         | Japonia                      |
| Mistrzostwa Afryki w Piłce Siatkowej Kobiet 2011                                  | Kenia Algieria               |
| Mistrzostwa Ameryki Północnej, Środkowej i Karaibów w Piłce Siatkowej Kobiet 2011 | Stany Zjednoczone Dominikana |
| Mistrzostwa Azji w Piłce Siatkowej Kobiet 2011                                    | Chiny Korea Południowa       |
| Mistrzostwa Europy w Piłce Siatkowej Kobiet 2011                                  | Serbia Niemcy                |
| Mistrzostwa Ameryki Południowej w Piłce Siatkowej Kobiet 2011                     | Brazylia                     |
| Dzikie karty - 2 kraje                                                            | Włochy Argentyna.            |

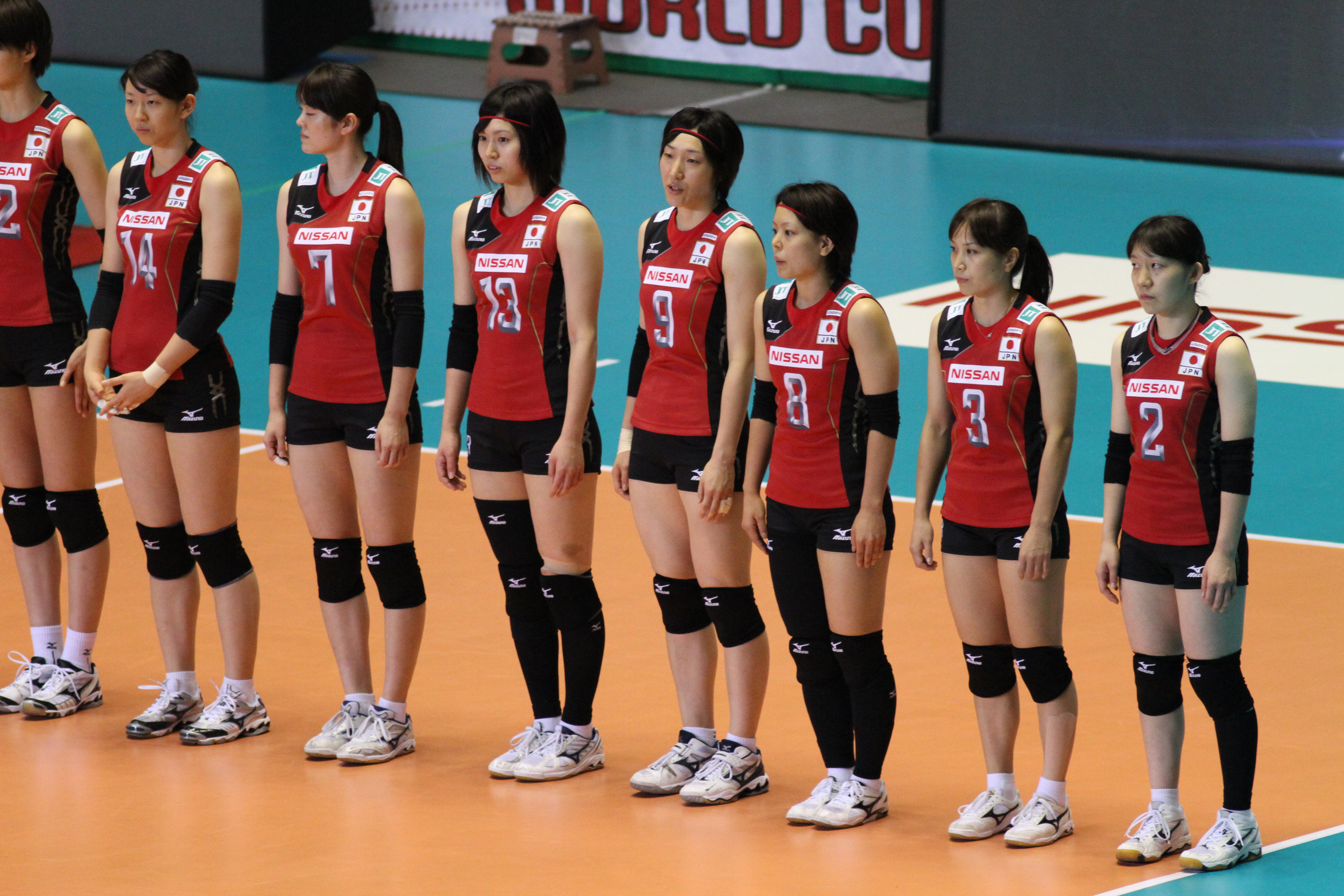
Zawodniczki reprezentancji Japonii na Pucharze Świata 2011

Ranking FIVB wicemistrzyń kontynentalnych (stan na 15 stycznia 2011)
| Pozycja | Reprezentacja    | Kontynent (strefa)              |
| ------- | ---------------- | ------------------------------- |
| 10      | Niemcy           | Europa (CEV)                    |
| 13      | Dominikana       | Ameryka Północna (NORCECA)      |
| 15      | Algieria         | Afryka (CAVB)                   |
| 18      | Korea Południowa | Azja, Australia i Oceania (AVC) |
| 25      | Argentyna        | Ameryka Południowa (CSV)        |

## Hale Sportowe
| runda | Data          | Grupa A                                      | Grupa B                              |
| ----- | ------------- | -------------------------------------------- | ------------------------------------ |
| 1.    | 4-6.11.2011   | Hiroszima (Hiroshima Sun Plaza)              | Nagano (Nagano White Ring)           |
| 2.    | 8-9.11.2011   | Hiroszima (Hiroshima Sun Plaza)              | Toyama (Toyama City Gymnasium)       |
| 3.    | 11-13.11.2011 | Sapporo (Hokkaido Prefectural Sports Centre) | Okayama (Momotaro Arena)             |
| 4.    | 16-18.11.2011 | Tokio (Yoyogi National Gymnasium)            | Tokio (Tokyo Metropolitan Gymnasium) |

## Terminarz i wyniki

### I runda

#### Grupa A -Hiroszima
| Data | Godz. | Drużyna 1  | Wynik | Drużyna 2  | 1     | 2     | 3     | 4     | 5     | Widzów | *  |
| ---- | ----- | ---------- | ----- | ---------- | ----- | ----- | ----- | ----- | ----- | ------ | -- |
| 4.11 | 11:10 | Chiny      | 3:0   | Algieria   | 25:13 | 25:14 | 25:19 |       |       | 550    | 1  |
| 4.11 | 14:40 | Dominikana | 1:3   | Argentyna  | 25:18 | 17:25 | 18:25 | 22:25 |       | 925    | 2  |
| 4.11 | 18:30 | Włochy     | 3:1   | Japonia    | 25:20 | 23:25 | 25:18 | 25:15 |       | 4000   | 3  |
| 5.11 | 11:10 | Algieria   | 0:3   | Dominikana | 7:25  | 5:25  | 20:25 |       |       | 750    | 7  |
| 5.11 | 15:10 | Włochy     | 3:2   | Chiny      | 25:20 | 22:25 | 21:25 | 25:21 | 15:12 | 2500   | 8  |
| 5.11 | 18:30 | Japonia    | 3:0   | Argentyna  | 25:19 | 25:11 | 25:20 |       |       | 4000   | 9  |
| 6.11 | 11:10 | Dominikana | 0:3   | Włochy     | 26:28 | 13:25 | 12:25 |       |       | 1000   | 13 |
| 6.11 | 15:10 | Argentyna  | 3:1   | Algieria   | 25:18 | 25:12 | 20:25 | 25:16 |       | 2400   | 14 |
| 6.11 | 18:30 | Chiny      | 3:2   | Japonia    | 20:25 | 25:19 | 20:25 | 25:23 | 15:13 | 4000   | 15 |

#### Grupa B -Nagano
| Data | Godz. | Drużyna 1         | Wynik | Drużyna 2         | 1     | 2     | 3     | 4     | 5 | Widzów | *  |
| ---- | ----- | ----------------- | ----- | ----------------- | ----- | ----- | ----- | ----- | - | ------ | -- |
| 4.11 | 11:10 | Serbia            | 3:0   | Korea Południowa  | 27:25 | 25:22 | 25:22 |       |   | 1027   | 4  |
| 4.11 | 14:40 | Kenia             | 0:3   | Niemcy            | 19:25 | 14:25 | 8:25  |       |   | 862    | 5  |
| 4.11 | 18:30 | Stany Zjednoczone | 3:1   | Brazylia          | 25:22 | 17:25 | 27:25 | 25:19 |   | 1857   | 6  |
| 5.11 | 11:10 | Korea Południowa  | 0:3   | Niemcy            | 20:25 | 16:25 | 15:25 |       |   | 1292   | 10 |
| 5.11 | 15:10 | Serbia            | 0:3   | Stany Zjednoczone | 16:25 | 25:27 | 20:25 |       |   | 1670   | 11 |
| 5.11 | 18:30 | Brazylia          | 3:0   | Kenia             | 25:15 | 25:16 | 25:9  |       |   | 1703   | 12 |
| 6.11 | 11:10 | Kenia             | 1:3   | Serbia            | 25:19 | 22:25 | 11:25 | 11:25 |   | 2262   | 16 |
| 6.11 | 15:10 | Niemcy            | 1:3   | Brazylia          | 21:25 | 25:23 | 23:25 | 21:25 |   | 2083   | 17 |
| 6.11 | 18:30 | Stany Zjednoczone | 3:0   | Korea Południowa  | 25:10 | 25:12 | 25:13 |       |   | 1277   | 18 |

### II runda

#### Grupa A -Hiroszima
| Data | Godz. | Drużyna 1  | Wynik | Drużyna 2  | 1     | 2     | 3     | 4     | 5 | Widzów | *  |
| ---- | ----- | ---------- | ----- | ---------- | ----- | ----- | ----- | ----- | - | ------ | -- |
| 8.11 | 11:10 | Chiny      | 3:1   | Dominikana | 23:25 | 25:13 | 25:19 | 25:18 |   | 750    | 19 |
| 8.11 | 15:10 | Włochy     | 3:0   | Argentyna  | 25:19 | 25:10 | 25:19 |       |   | 1500   | 20 |
| 8.11 | 18:30 | Japonia    | 3:0   | Algieria   | 25:8  | 25:10 | 25:17 |       |   | 4000   | 21 |
| 9.11 | 11:10 | Argentyna  | 0:3   | Chiny      | 10:25 | 18:25 | 23:25 |       |   | 750    | 25 |
| 9.11 | 15:10 | Algieria   | 0:3   | Włochy     | 14:25 | 14:25 | 15:25 |       |   | 1598   | 26 |
| 9.11 | 18:30 | Dominikana | 0:3   | Japonia    | 20:25 | 19:25 | 16:25 |       |   | 4000   | 27 |

#### Grupa B -Toyama
| Data | Godz. | Drużyna 1         | Wynik | Drużyna 2         | 1     | 2     | 3     | 4     | 5     | Widzów | *  |
| ---- | ----- | ----------------- | ----- | ----------------- | ----- | ----- | ----- | ----- | ----- | ------ | -- |
| 8.11 | 11:10 | Stany Zjednoczone | 3:0   | Kenia             | 25:16 | 25:13 | 25:21 |       |       | 1200   | 22 |
| 8.11 | 15:10 | Korea Południowa  | 2:3   | Brazylia          | 25:22 | 18:25 | 25:18 | 13:25 | 8:15  | 2650   | 23 |
| 8.11 | 18:30 | Serbia            | 2:3   | Niemcy            | 22:25 | 26:24 | 23:25 | 25:23 | 11:15 | 1200   | 24 |
| 9.11 | 11:10 | Kenia             | 0:3   | Korea Południowa  | 21:25 | 15:25 | 14:25 |       |       | 4050   | 28 |
| 9.11 | 15:10 | Brazylia          | 3:2   | Serbia            | 21:25 | 21:25 | 25:18 | 25:19 | 15:12 | 4000   | 29 |
| 9.11 | 18:30 | Niemcy            | 3:0   | Stany Zjednoczone | 32:30 | 25:19 | 26:24 |       |       | 2500   | 30 |

### III runda

#### Grupa A -Sapporo
| Data  | Godz. | Drużyna 1 | Wynik | Drużyna 2        | 1     | 2     | 3     | 4     | 5     | Widzów | *  |
| ----- | ----- | --------- | ----- | ---------------- | ----- | ----- | ----- | ----- | ----- | ------ | -- |
| 11.11 | 11:10 | Włochy    | 3:0   | Korea Południowa | 25:15 | 25:12 | 25:17 |       |       | 700    | 31 |
| 11.11 | 15:10 | Chiny     | 2:3   | Brazylia         | 23:25 | 27:25 | 25:21 | 20:25 | 15:17 | 3000   | 32 |
| 11.11 | 19:20 | Japonia   | 0:3   | Serbia           | 22:25 | 20:25 | 21:25 |       |       | 7500   | 33 |
| 12.11 | 11:00 | Włochy    | 3:0   | Brazylia         | 25:23 | 25:16 | 25:22 |       |       | 2400   | 37 |
| 12.11 | 15:00 | Chiny     | 3:1   | Serbia           | 21:25 | 25:19 | 25:23 | 25:23 |       | 4500   | 38 |
| 12.11 | 18:20 | Japonia   | 3:0   | Korea Południowa | 25:21 | 25:18 | 25:17 |       |       | 8000   | 39 |
| 13.11 | 11:00 | Włochy    | 3:0   | Serbia           | 29:27 | 25:19 | 25:20 |       |       | 3500   | 43 |
| 13.11 | 15:00 | Chiny     | 3:0   | Korea Południowa | 25:12 | 25:8  | 25:16 |       |       | 6500   | 44 |
| 13.11 | 18:20 | Japonia   | 3:0   | Brazylia         | 26:24 | 25:19 | 25:23 |       |       | 8000   | 45 |

#### Grupa B -Okayama
| Data  | Godz. | Drużyna 1  | Wynik | Drużyna 2         | 1     | 2     | 3     | 4     | 5     | Widzów | *  |
| ----- | ----- | ---------- | ----- | ----------------- | ----- | ----- | ----- | ----- | ----- | ------ | -- |
| 11.11 | 11:10 | Dominikana | 3:1   | Kenia             | 25:18 | 25:14 | 26:28 | 25:19 |       | 610    | 34 |
| 11.11 | 15:10 | Algieria   | 0:3   | Niemcy            | 10:25 | 8:25  | 19:25 |       |       | 760    | 35 |
| 11.11 | 18:20 | Argentyna  | 0:3   | Stany Zjednoczone | 12:25 | 15:25 | 19:25 |       |       | 2600   | 36 |
| 12.11 | 11:00 | Dominikana | 3:2   | Niemcy            | 30:28 | 22:25 | 25:14 | 18:25 | 15:12 | 700    | 40 |
| 12.11 | 15:00 | Argentyna  | 3:0   | Kenia             | 26:24 | 25:13 | 25:16 |       |       | 1000   | 41 |
| 12.11 | 18:20 | Algieria   | 0:3   | Stany Zjednoczone | 12:25 | 12:25 | 9:25  |       |       | 1100   | 42 |
| 13.11 | 11:00 | Argentyna  | 0:3   | Niemcy            | 22:25 | 17:25 | 18:25 |       |       | 850    | 46 |
| 13.11 | 15:00 | Algieria   | 3:1   | Kenia             | 19:25 | 25:20 | 25:16 | 25:23 |       | 1000   | 47 |
| 13.11 | 18:20 | Dominikana | 0:3   | Stany Zjednoczone | 21:25 | 19:25 | 14:25 |       |       | 1100   | 48 |

### IV runda

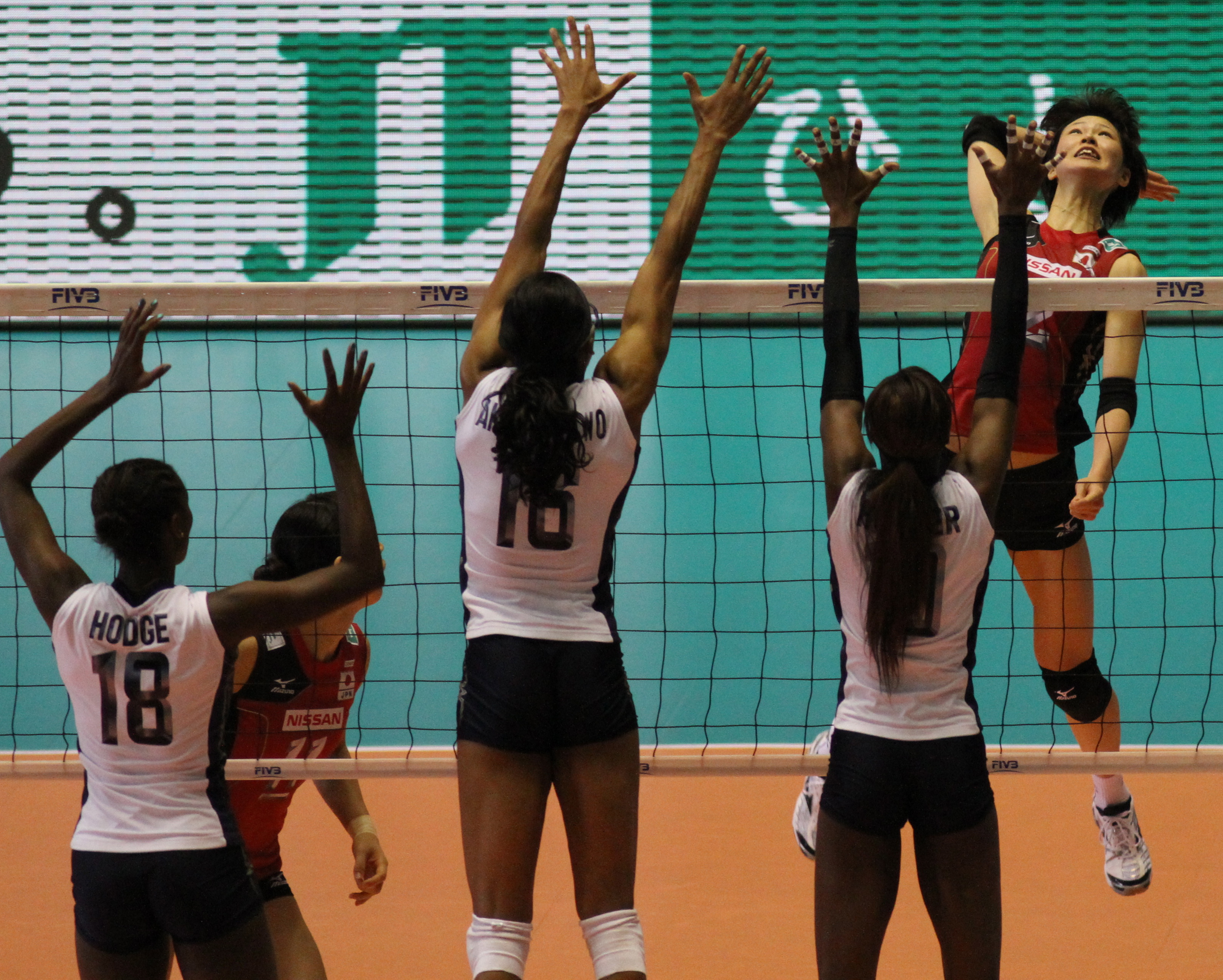
Jedna z akcji meczu Japonia vs. Stany Zjednoczone na Pucharze Świata 2011

#### Grupa A -Tokio
| Data  | Godz. | Drużyna 1 | Wynik | Drużyna 2         | 1     | 2     | 3     | 4     | 5     | Widzów | *  |
| ----- | ----- | --------- | ----- | ----------------- | ----- | ----- | ----- | ----- | ----- | ------ | -- |
| 16.11 | 11:00 | Chiny     | 2:3   | Stany Zjednoczone | 21:25 | 29:31 | 25:18 | 25:19 | 10:15 | 1500   | 49 |
| 16.11 | 15:00 | Włochy    | 3:2   | Niemcy            | 22:25 | 22:25 | 25:21 | 25:13 | 15:13 | 3000   | 50 |
| 16.11 | 18:20 | Japonia   | 3:0   | Kenia             | 25:11 | 25:10 | 25:9  |       |       | 8000   | 51 |
| 17.11 | 11:00 | Chiny     | 3:0   | Kenia             | 25:7  | 25:15 | 25:10 |       |       | 1100   | 55 |
| 17.11 | 15:00 | Włochy    | 1:3   | Stany Zjednoczone | 23:25 | 15:25 | 25:22 | 21:25 |       | 4500   | 56 |
| 17.11 | 18:20 | Japonia   | 3:2   | Niemcy            | 25:20 | 23:25 | 25:27 | 25:17 | 15:12 | 10000  | 57 |
| 18.11 | 11:00 | Włochy    | 3:0   | Kenia             | 25:6  | 25:10 | 25:17 |       |       | 800    | 61 |
| 18.11 | 15:00 | Chiny     | 3:0   | Niemcy            | 25:18 | 25:18 | 25:21 |       |       | 3500   | 62 |
| 18.11 | 18:20 | Japonia   | 3:0   | Stany Zjednoczone | 29:27 | 25:23 | 25:18 |       |       | 12000  | 63 |

#### Grupa B -Tokio
| Data  | Godz. | Drużyna 1  | Wynik | Drużyna 2        | 1     | 2     | 3     | 4     | 5     | Widzów | *  |
| ----- | ----- | ---------- | ----- | ---------------- | ----- | ----- | ----- | ----- | ----- | ------ | -- |
| 16.11 | 11:00 | Dominikana | 3:2   | Serbia           | 14:25 | 19:25 | 25:23 | 25:22 | 15:12 | 700    | 52 |
| 16.11 | 15:00 | Algieria   | 0:3   | Korea Południowa | 17:25 | 21:25 | 15:25 |       |       | 850    | 53 |
| 16.11 | 18:20 | Argentyna  | 0:3   | Brazylia         | 20:25 | 19:25 | 9:25  |       |       | 1000   | 54 |
| 17.11 | 11:00 | Dominikana | 3:2   | Korea Południowa | 25:19 | 25:17 | 26:28 | 21:25 | 15:12 | 750    | 58 |
| 17.11 | 15:00 | Algieria   | 0:3   | Brazylia         | 18:25 | 8:25  | 13:25 |       |       | 850    | 59 |
| 17.11 | 18:20 | Argentyna  | 0:3   | Serbia           | 15:25 | 18:25 | 23:25 |       |       | 950    | 60 |
| 18.11 | 11:00 | Algieria   | 0:3   | Serbia           | 19:25 | 14:25 | 18:25 |       |       | 750    | 64 |
| 18.11 | 14:00 | Dominikana | 0:3   | Brazylia         | 21:25 | 10:25 | 17:25 |       |       | 900    | 65 |
| 18.11 | 17:00 | Argentyna  | 0:3   | Korea Południowa | 17:25 | 26:28 | 23:25 |       |       | 1050   | 66 |

## Tabela końcowa

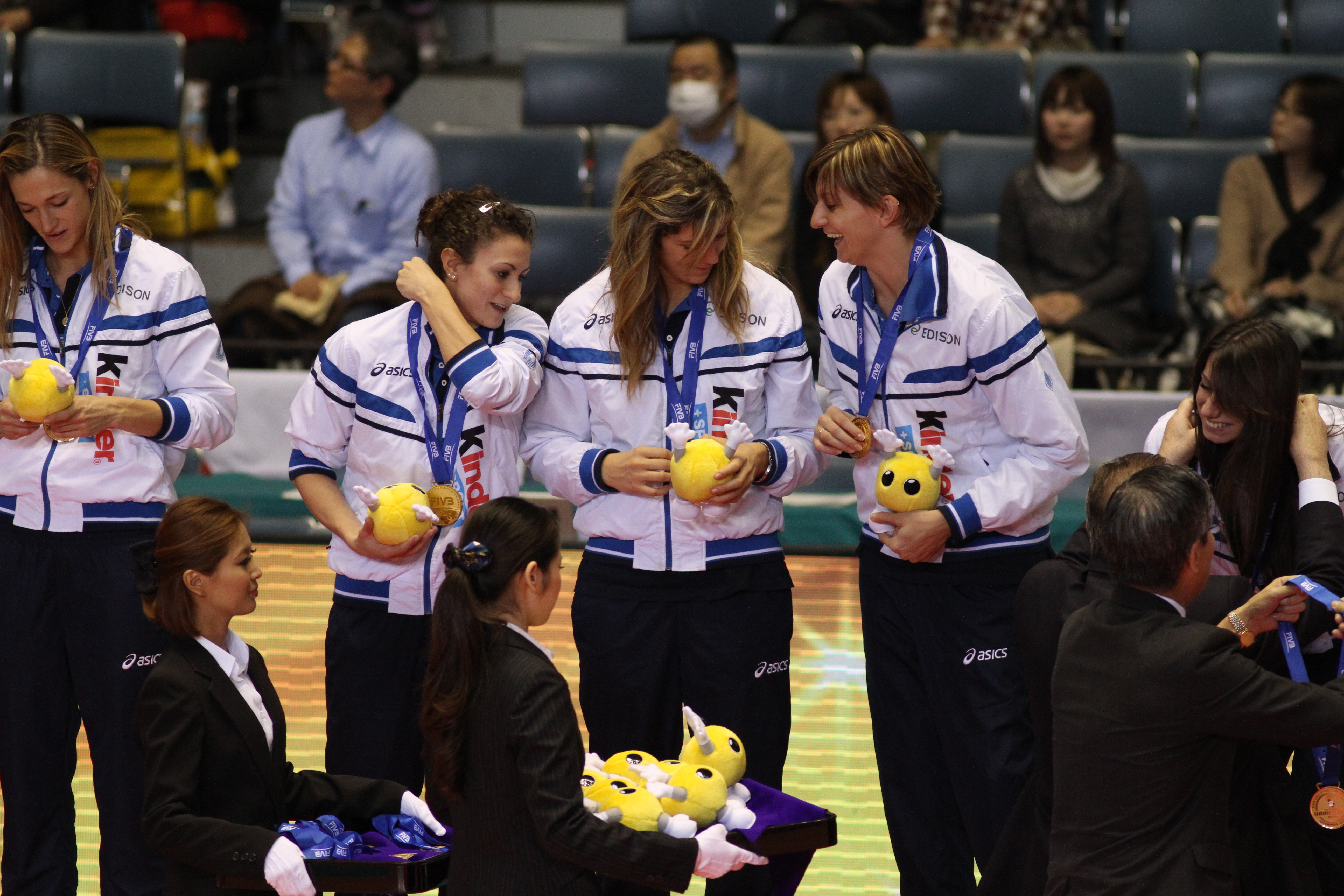
Reprezentantki Włoch zwyciężczyniami Puchar Świata 2011

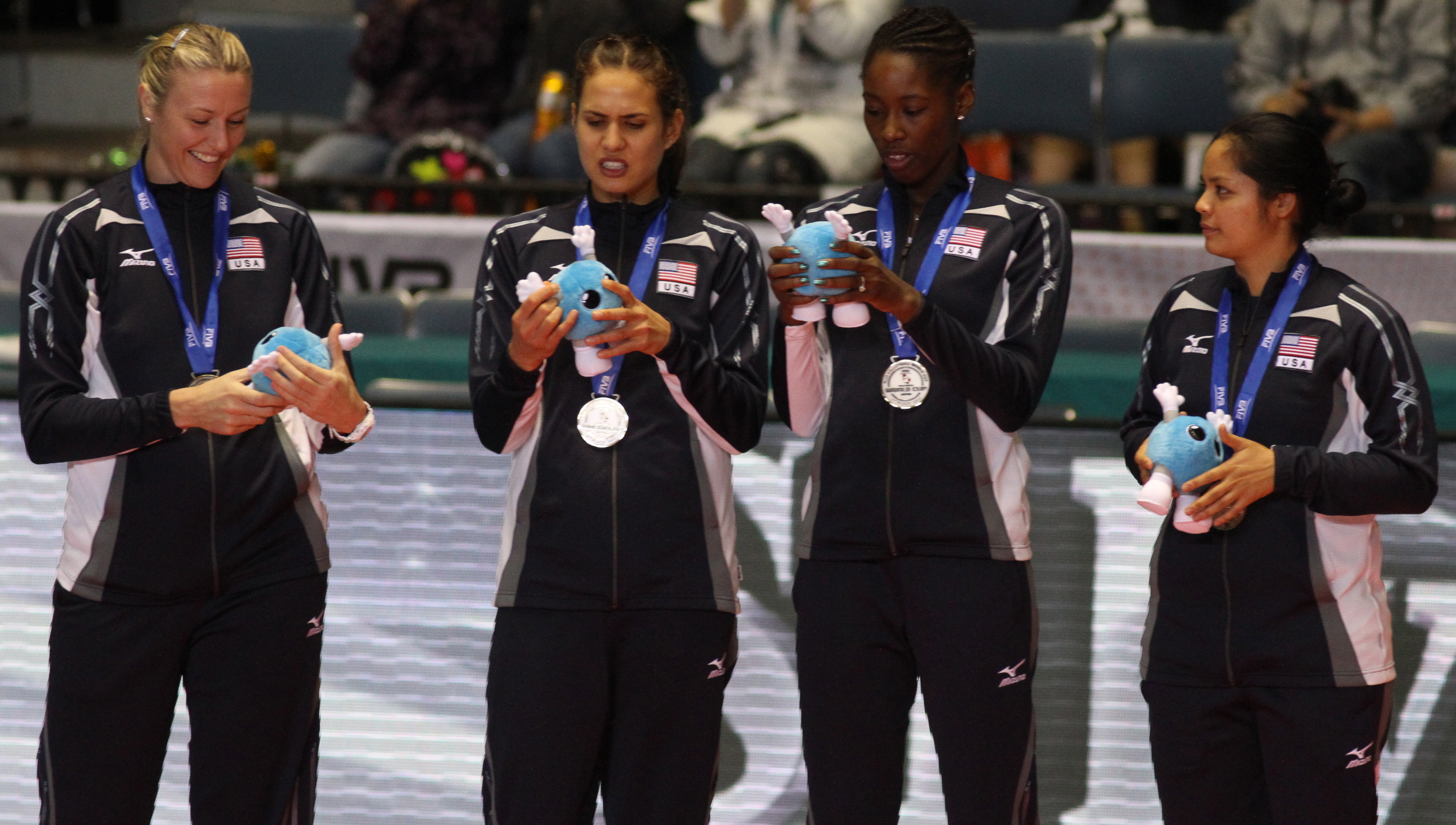
Reprezentantki Stanów Zjednoczonych srebrnymi medalistkami Puchar Świata 2011, od lewej:Heather Bown, Logan Tom, Megan Hodge, Tamari Miyashiro

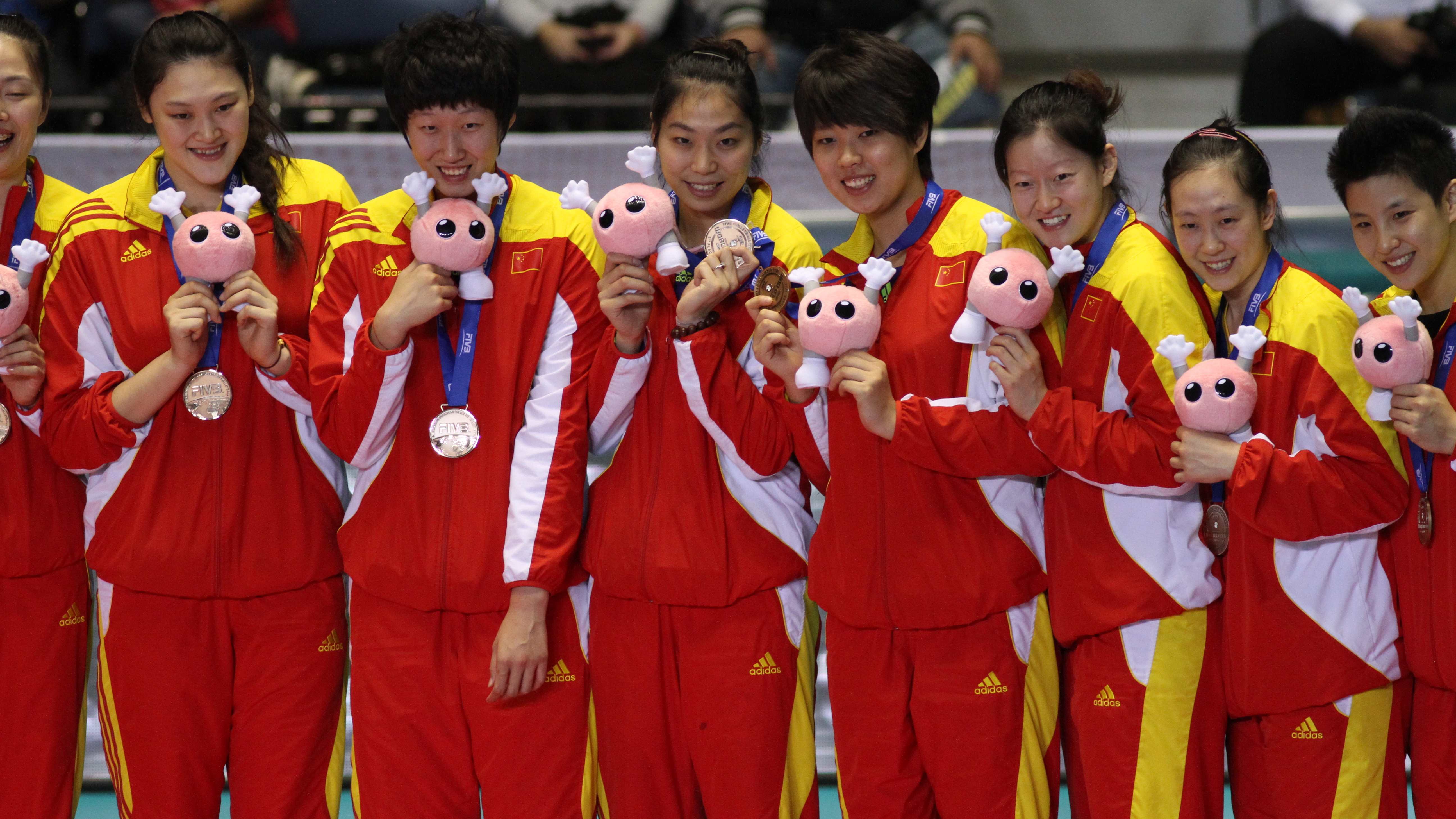
Reprezentantki Chin brązowymi medalistkami Puchar Świata 2011

| Lp. | Drużyna           | Pkt | Mecze | Mecze   | Mecze   | Sety | Sety | Sety  | Małe punkty | Małe punkty | Małe punkty |
| Lp. | Drużyna           | Pkt | M     | W (3:2) | P (2:3) | wyg. | prz. | ratio | zdob.       | str.        | ratio       |
| --- | ----------------- | --- | ----- | ------- | ------- | ---- | ---- | ----- | ----------- | ----------- | ----------- |
| 1   | Włochy            | 28  | 11    | 10 (2)  | 1 (0)   | 31   | 8    | 3.875 | 931         | 721         | 1.291       |
| 2   | Stany Zjednoczone | 26  | 11    | 9 (1)   | 2 (0)   | 27   | 10   | 2.700 | 892         | 726         | 1.229       |
| 3   | Chiny             | 26  | 11    | 8 (1)   | 3 (3)   | 30   | 13   | 2.308 | 997         | 821         | 1.214       |
| 4   | Japonia           | 24  | 11    | 8 (1)   | 3 (1)   | 27   | 11   | 2.455 | 889         | 739         | 1.203       |
| 5   | Brazylia          | 21  | 11    | 8 (3)   | 3 (0)   | 25   | 16   | 1.563 | 941         | 808         | 1.165       |
| 6   | Niemcy            | 20  | 11    | 6 (1)   | 5 (3)   | 25   | 17   | 1.471 | 944         | 871         | 1.084       |
| 7   | Serbia            | 18  | 11    | 5 (0)   | 6 (3)   | 22   | 19   | 1.158 | 926         | 877         | 1.056       |
| 8   | Dominikana        | 12  | 11    | 5 (3)   | 6 (0)   | 17   | 25   | 0.680 | 861         | 927         | 0.929       |
| 9   | Korea Południowa  | 11  | 11    | 3 (0)   | 8 (2)   | 13   | 24   | 0.542 | 709         | 838         | 0.846       |
| 10  | Argentyna         | 9   | 11    | 3 (0)   | 8 (0)   | 9    | 26   | 0.346 | 686         | 809         | 0.848       |
| 11  | Algieria          | 3   | 11    | 1 (0)   | 10 (0)  | 4    | 31   | 0.129 | 544         | 854         | 0.637       |
| 12  | Kenia             | 0   | 11    | 0 (0)   | 11 (0)  | 3    | 33   | 0.091 | 561         | 890         | 0.630       |

Źródło: fivb.org
Punktacja: 3:0 i 3:1 – 3 pkt; 3:2 – 2 pkt; 2:3 – 1 pkt; 1:3 i 0:3 – 0 pkt
Zasady ustalania kolejności: 1. liczba punktów; 2. liczba zwycięstw; 3. stosunek setów; 4. stosunek małych punktów; 5. bilans w bezpośrednich meczach
     awans na Igrzyska Olimpijskie 2012

## Klasyfikacja końcowa
| Miejsce | Reprezentacja     |
| ------- | ----------------- |
| złoto   | Włochy            |
| srebro  | Stany Zjednoczone |
| brąz    | Chiny             |
| 4.      | Japonia           |
| 5.      | Brazylia          |
| 6.      | Niemcy            |
| 7.      | Serbia            |
| 8.      | Dominikana        |
| 9.      | Korea Południowa  |
| 10.     | Argentyna         |
| 11.     | Algieria          |
| 12.     | Kenia             |

## Nagrody indywidualne
| MVP                  | Najlepsza punktująca | Najlepsza blokująca | Najlepsza atakująca | Najlepsza zagrywająca | Najlepsza przyjmująca | Najlepsza libero | Najlepsza rozgrywająca |
| -------------------- | -------------------- | ------------------- | ------------------- | --------------------- | --------------------- | ---------------- | ---------------------- |
| Carolina Costagrande | Bethania de la Cruz  | Christiane Fürst    | Destinee Hooker     | Bethania de la Cruz   | Fabi                  | Nam Jie-youn     | Yoshie Takeshita       |